# ジョン・メイベリー・ジュニア
ジョン・クレイボーン・メイベリー・ジュニア（John Claiborn Mayberry, Jr, 1983年12月21日 - ）は、アメリカ合衆国・ミズーリ州カンザスシティ出身の元プロ野球選手（外野手）。右投右打。
同名の父ジョン・メイベリー・シニアは1970年代にカンザスシティ・ロイヤルズの正一塁手として活躍した元メジャーリーガー。

## 経歴

### プロ入り前
子供の頃から父が専属コーチで、憧れていた選手はケン・グリフィー・ジュニアとフランク・トーマスだった。全米でも有数のスポーツ強豪校であるミズーリ州カンザスシティのロックハースト高校では野球以外にバスケットボールでも活躍。USAトゥデイ選定のオールアメリカンにも選ばれ、2002年のMLBドラフトでシアトル・マリナーズから1巡目（全体28位）指名されるが、契約せずにスタンフォード大学へ進学した。スタンフォード大学では同学年にジェド・ラウリーがいた。

### レンジャーズ傘下時代
2005年にMLBドラフトでテキサス・レンジャーズから1巡目（全体19位）指名され、入団。大学3年間の通算成績は打率.312・28本塁打・148打点。成績ではボストン・レッドソックスから1巡目補完（全体41位）で指名されたラウリーの方が上であったが、素材面が評価されたメイベリーがドラフト指名順位では上になった。
プロ1年目の2005年はA-級スポケーン・インディアンス、翌2006年はA級クリントン・ランバーキングスでプレー。2007年はA+級ベーカーズフィールド・ブレイズとAA級フリスコ・ラフライダーズで打率.235ながら30本塁打を放ち、オフには「ベースボール・アメリカ」誌の有望株ランキングで球団内5位にランクインした。

### フィリーズ時代
2008年11月20日、グレッグ・ゴルソンとのトレードでフィラデルフィア・フィリーズへ移籍した。
2009年5月23日のニューヨーク・ヤンキース戦でメジャーデビューすると、いきなりアンディ・ペティットからメジャー初本塁打となる3ランを放った。この年は最終的に39試合の出場で打率.211、4本塁打という成績だった。
2010年3月28日にAAA級リーハイバレー・アイアンピッグスへ配属され、開幕を迎えた。8月3日にライアン・ハワードが故障者リスト入りしたため、メジャーへ昇格。昇格後は代打として2試合に出場したが、2打数無安打に終わり、8月8日にAAA級リーハイバレーへ降格。9月7日に再昇格した。この年は11試合に出場し、打率.333・2本塁打・6打点だった。
2011年は開幕ロースター入りを果たし、開幕後は45試合に出場したが、打率は.231と結果を残せず、6月3日にAAA級リーハイバレーへ降格。7月5日に再昇格した。この年は104試合に出場し、打率.273・15本塁打・49打点・8盗塁だった。
2012年は開幕から左翼手であるフアン・ピエールのバックアップとして主に起用されていたが、7月31日に正中堅手のシェーン・ビクトリーノがロサンゼルス・ドジャースへ移籍したため、8月から中堅手の定位置を獲得。この年は149試合に出場し、打率.245・14本塁打・46打点・1盗塁だった。
2013年は中堅手のベン・リビアと右翼手のデルモン・ヤングが加入。有望株のドモニク・ブラウンが左翼手として起用されたため、主にバックアップとしての起用に戻った。この年は134試合に出場し、打率.227・11本塁打・39打点・5盗塁だった。
2014年1月17日にフィリーズと158万7000ドルの1年契約に合意。開幕後は定位置を獲得することができないまま、7月22日に左手首の故障で15日間の故障者リスト入りした。フィリーズでは63試合に出場し、打率.213・6本塁打・21打点だった。

### ブルージェイズ時代
2014年8月31日にグスタボ・ピエールとのトレードでトロント・ブルージェイズへ移籍。移籍後の9月2日に故障者リストから外れたが、僅か15試合の出場で打率.208に終わった。シーズン計では4年ぶりに出場試合数が100未満となり、本塁打も4年ぶりに二桁未到達に終わるなど不本意なシーズンだった。オフの12月2日にノンテンダーFAとなった。

### メッツ時代
2014年12月15日にニューヨーク・メッツと145万ドル+出来高の1年契約を結んだ。
2015年7月24日にDFAとなった。7月30日に自由契約となった。

### メッツ退団後
8月7日にシカゴ・ホワイトソックスとマイナー契約を結び、傘下のAAA級シャーロット・ナイツに所属したが、13試合の出場で打率.162に終わり、26日に自由契約となる。
2016年1月11日、デトロイト・タイガースとマイナー契約を結び、スプリングトレーニングに招待選手として参加することになった。3月31日に自由契約となった。

## プレースタイル
身長6フィート6インチ（約198.1cm）という恵まれた体格を持ち、パワー、走力、強肩を兼ね備えた抜群の身体能力を持つ。しかし、打撃は三振が多く確実性に欠ける。そのため、メジャー昇格当初は層の厚いフィリーズ外野陣に定着することが出来ず、AAA級との往復が続いていた。
大学時代までは一塁手であったが、プロ入り後は外野手に転向した。

## 詳細情報

### 年度別打撃成績
| 年 度     | 球 団     | 試 合 | 打 席 | 打 数 | 得 点 | 安 打 | 二 塁 打 | 三 塁 打 | 本 塁 打 | 塁 打 | 打 点 | 盗 塁 | 盗 塁 死 | 犠 打 | 犠 飛 | 四 球 | 敬 遠 | 死 球 | 三 振 | 併 殺 打 | 打 率 | 出 塁 率 | 長 打 率 | O P S |
| --------- | --------- | ----- | ----- | ----- | ----- | ----- | -------- | -------- | -------- | ----- | ----- | ----- | -------- | ----- | ----- | ----- | ----- | ----- | ----- | -------- | ----- | -------- | -------- | ----- |
| 2009      | PHI       | 39    | 60    | 57    | 8     | 12    | 3        | 0        | 4        | 27    | 8     | 0     | 0        | 0     | 0     | 2     | 0     | 1     | 23    | 2        | .211  | .250     | .474     | .724  |
| 2010      | PHI       | 11    | 13    | 12    | 4     | 4     | 0        | 0        | 2        | 10    | 6     | 0     | 1        | 0     | 0     | 1     | 0     | 0     | 4     | 0        | .333  | .385     | .833     | 1.218 |
| 2011      | PHI       | 104   | 296   | 267   | 37    | 73    | 17       | 1        | 15       | 137   | 49    | 8     | 3        | 0     | 1     | 26    | 2     | 2     | 55    | 6        | .273  | .341     | .513     | .854  |
| 2012      | PHI       | 149   | 479   | 441   | 53    | 108   | 24       | 0        | 14       | 174   | 46    | 1     | 0        | 0     | 2     | 34    | 2     | 2     | 111   | 17       | .245  | .301     | .395     | .695  |
| 2013      | PHI       | 134   | 384   | 353   | 47    | 80    | 23       | 1        | 11       | 138   | 39    | 5     | 3        | 0     | 1     | 27    | 1     | 3     | 90    | 6        | .227  | .286     | .391     | .677  |
| 2014      | PHI       | 63    | 138   | 122   | 11    | 26    | 7        | 0        | 6        | 51    | 21    | 0     | 0        | 0     | 0     | 15    | 0     | 1     | 30    | 1        | .213  | .304     | .418     | .722  |
| 2014      | TOR       | 15    | 30    | 24    | 4     | 5     | 3        | 0        | 1        | 11    | 2     | 0     | 0        | 0     | 1     | 5     | 0     | 0     | 5     | 1        | .208  | .333     | .458     | .792  |
| '14計     | TOR       | 78    | 168   | 146   | 15    | 31    | 10       | 0        | 7        | 62    | 23    | 0     | 0        | 0     | 1     | 20    | 0     | 1     | 35    | 2        | .212  | .310     | .425     | .734  |
| 通算：6年 | 通算：6年 | 515   | 1400  | 1276  | 164   | 308   | 77       | 2        | 53       | 548   | 171   | 14    | 7        | 0     | 5     | 110   | 5     | 9     | 318   | 33       | .241  | .305     | .429     | .734  |

- 2014年度シーズン終了時

### 背番号
- 40 (2009年 - 2010年)
- 15 (2011年 - 2014年途中)
- 9 (2014年途中 - 同年終了)
- 44 (2015年)